# Johann Georg Noel Dragendorff
Johann Georg Noël Dragendorff (ur. 8 kwietnia 1836 w Rostocku, zm. 7 kwietnia 1898 tamże) – niemiecki farmaceuta i chemik, profesor farmacji na Uniwersytecie w Dorpacie.

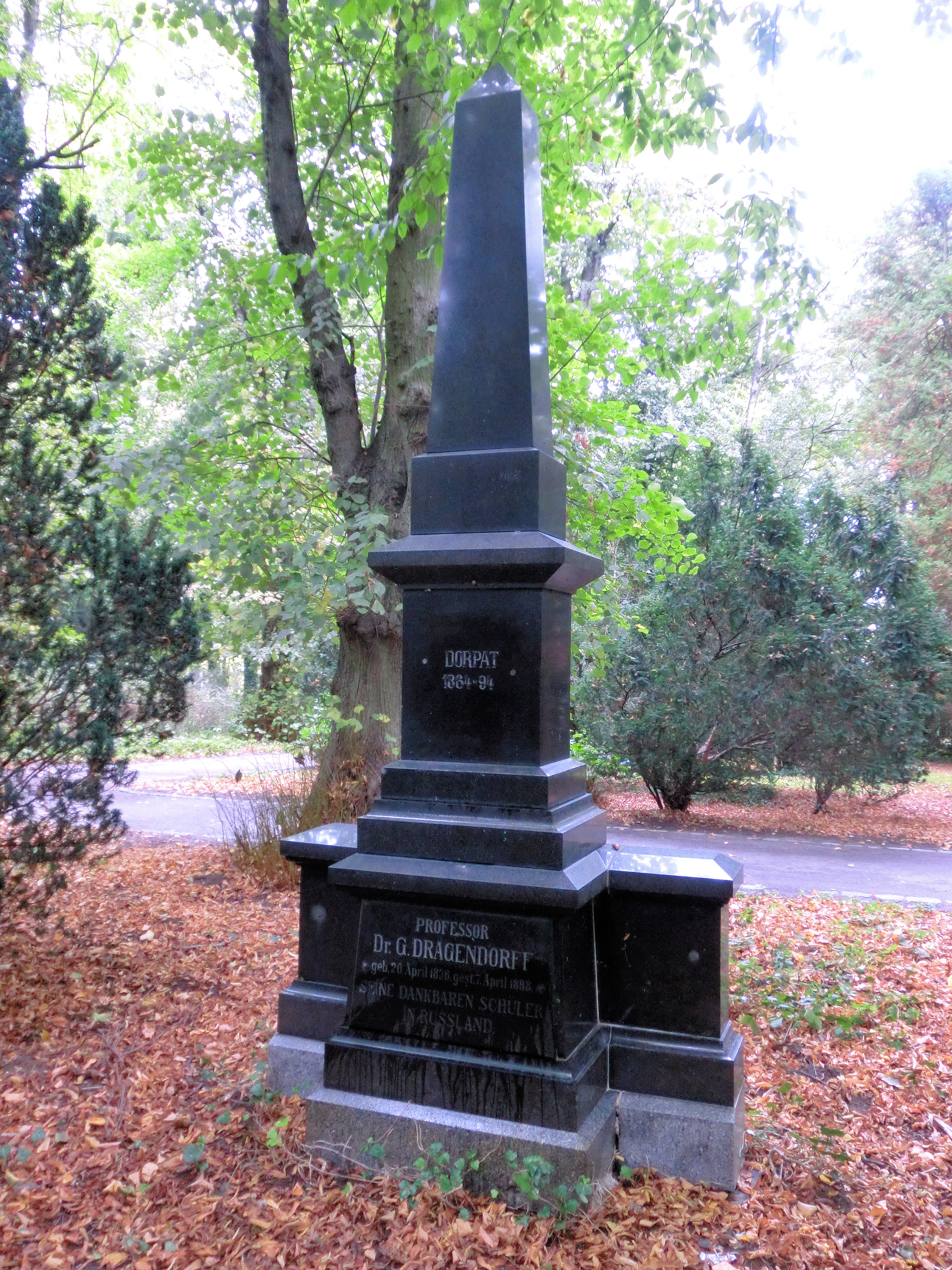
Grób Dragendorffa w Rostocku

Doktorat z filozofii uzyskał na Uniwersytecie w Rostocku w 1861 roku. W latach 1864-1894 był profesorem farmacji na Uniwersytecie w Dorpacie. W 1872 otrzymał doktorat honoris causa z medycyny na Uniwersytecie w Monachium. Przez trzydzieści lat profesury był promotorem 90 dysertacji na stopień magistra farmacji i 87 rozpraw na stopień doktora medycyny. W 1894 z powodów politycznych stracił katedrę w Dorpacie, powrócił wtedy do Rostocku.
Opracowany przez niego odczynnik nazywany jest do dziś odczynnikiem Dragendorffa.

## Wybrane prace
- Beiträge zur gerichtlichen Chemie (1871)
- Die gerichtlichchemische Ermittelung von Giften (1876)
- Die qualitative und quantitative Analyse von Pflanzen und Pflanzentheilen (1882)
- Die Heilpflanzen der verschiedenen Völker und Zeiten. Ihre Anwendung, wesentlichen Bestandtheile und Geschichte (1898)